# マックスバリュ関東
マックスバリュ関東株式会社（マックスバリュかんとう、MaxValu Kanto Co.,Ltd.）は、関東地方でイオングループのスーパーマーケットを展開する企業である。

## 概要
2008年8月に親会社のイオンから小売事業の継承を受けたイオンリテールが、総合小売業(GMS)事業に特化することに伴い、事業を再編し関東地方におけるスーパーマーケット事業を地域密着で展開する事を目指して、2009年12月4日に当社を設立。翌2010年2月21日にイオンリテールから事業譲渡の形式で分社化された。
同日にイオンリテールから分割された店舗は東京都、埼玉県、神奈川県、千葉県、茨城県の1都4県のマックスバリュおよびマックスバリュエクスプレスの17店舗であった。なお新船橋店と八街店はそのままイオンリテールの直営となったが、八街店はその後、入居するグリーンタウンやちまたに隣接するジャスコ八街店に統合され、ジャスコの食品売り場に転換（2011年3月1日にイオン八街店に屋号変更）。新船橋店も分社化から1年後の2011年2月20日にイオンモール船橋（2012年4月開店）建設のため閉店した為、千葉県における完全継承を完了した。なお神奈川県は当社以外にもマックスバリュ東海が運営する店舗があるが、MV東海は当社が出店している川崎市以外に出店をしている為、両社のエリアの棲み分けは出来ていた。
同年11月以降新規オープンした店舗はこれまで店舗数が少なかった東京都内に集中出店しており、さらに竹の塚店、新船橋店、稲毛長沼店、成田富里店を除く全店舗は都市型小型店舗業態である「マックスバリュエクスプレス」である。また、2013年5月からは同年1月にイオングループの一員となったイオンエブリ株式会社（旧：テスコジャパン）から一部の店舗を順次継承しており、その一環で群馬県内の2店舗（つるかめ高崎店・TSURUKAME高崎モントレー店）の運営を継承したが、これら2店舗は商品供給を行うのみで、レジ業務を他社（前者は角上魚類、後者は高崎モントレー）が行っていたため、群馬県への完全な進出とは言い難い部分があった。その後、TSURUKAME高崎モントレー店は2014年7月27日、つるかめ高崎店は2015年2月22日をもって順次閉店しており、再び群馬県には1店舗も無い状態になった。また、2016年8月31日に常陸太田店が閉店したことにより茨城県からも撤退し、首都圏1都3県の展開となった。なお栃木県の店舗についてはマックスバリュ南東北に継承され、その後県内から消滅した為、当社による出店経験は無い。
設立当初より本社は千葉県千葉市美浜区のイオンマリンピア専門館のビル内に所在していたが、2014年6月30日に東京都江東区亀戸の亀戸センタープラザ内に本社を移転した。なお、同地はかつてイオンエブリの本社が所在しており、本社が入居する亀戸センタープラザの1階にはイオンエブリから継承した「マックスバリュエクスプレス亀戸センタープラザ店」（旧：TSURUKAME亀戸センタープラザ店）を出店している。
2025年8月4日には、グループ内における首都圏と京阪神の食品スーパーマーケットの経営統合の協議開始向けた基本合意書が締結された。マックスバリュ関東では2026年3月1日付（予定）でダイエーの首都圏事業並びに「ピーコックストア」を運営するイオンマーケットとの経営統合が検討されている。

## 沿革
本項では便宜上、分割継承前にオープンした当社運営店舗についても述べる。
- 2003年（平成15年）
  - 10月11日 - 神奈川県川崎市に「マックスバリュ津田山店」をオープン。
  - 12月4日 - 埼玉県蕨市に「マックスバリュ蕨店」オープン（2011年（平成23年）11月21日付でイオンタウン蕨の核店舗となる）。
- 2004年（平成16年）
  - 4月16日 - 千葉県船橋市に「マックスバリュ習志野台店」をオープン。
  - 4月20日 - 千葉県野田市のロックタウン野田七光台（現・イオンタウン野田七光台）の核店舗として、マックスバリュ野田七光台店をオープン。
  - 11月19日 - 千葉県習志野市のイオン東習志野ショッピングセンター（現・イオンタウン東習志野）の核店舗として、マックスバリュ東習志野店をオープン。
- 2005年（平成17年）3月19日 - 東京都西東京市に「マックスバリュ田無芝久保店」をオープン（東京都内の「マックスバリュ」では初の店舗で、2011年（平成23年）11月21日付でイオンタウン田無芝久保の核店舗となる）
- 2008年（平成20年）5月30日 - 千葉市緑区のイオンおゆみ野ショッピングセンター（現・イオンタウンおゆみ野）の核店舗として、「マックスバリュおゆみ野店」をオープン[6]。
- 2009年（平成21年）
  - 3月24日 - 「マックスバリュ」の派生業態で都市型小型店舗である「マックスバリュエクスプレス」を新たに立ち上げ、埼玉県川口市に同業態1号店となる「マックスバリュエクスプレス川口末広店」をオープン[7]。
  - 4月24日 - 千葉県佐倉市に「マックスバリュユーカリが丘店」をオープン[8]。
  - 7月7日 - 東京都世田谷区に「マックスバリュエクスプレス北鳥山店」をオープン[9]（東京都における「マックスバリュエクスプレス」1号店）。
  - 8月10日 - 東京都大田区に「マックスバリュエクスプレス六郷土手駅前店」をオープン[10]。
  - 10月30日 - 千葉県木更津市のロックタウン木更津ショッピングセンター（現・イオンタウン木更津請西）の核店舗として、「マックスバリュ木更津請西店」をオープン[11]。
  - 12月4日 - イオン株式会社の完全子会社として設立（千葉県千葉市美浜区高洲三丁目21番1号）。
- 2010年（平成22年）
  - 2月21日 - イオンリテール株式会社から関東地区の「マックスバリュ」・「マックスバリュエクスプレス」17店舗を継承し、事業を開始。
  - 6月9日 - 「マックスバリュエクスプレス川口末広店」を閉店。
  - 6月29日 - 神奈川県川崎市に「マックスバリュエクスプレス木月住吉店」をオープン（神奈川県における「マックスバリュエクスプレス」1号店）。
- 2011年（平成23年）11月14日 - 東京都江戸川区に「マックスバリュエクスプレス松島店」をオープン[12]。
- 2012年（平成24年）
  - 1月21日 - 東京都江東区に「マックスバリュエクスプレス木場公園店」をオープン[13]。
  - 4月20日 - 東京都足立区に「マックスバリュ竹の塚店」をオープン[14]。
  - 6月6日 - 東京都足立区に「マックスバリュエクスプレス保木間店」をオープン[15]。
  - 11月6日 - 東京都江戸川区に「マックスバリュエクスプレス船堀駅前店」をオープン[16]。
- 2013年（平成25年）
  - 4月12日 - 千葉県船橋市のイオンタウン新船橋の核店舗として、「マックスバリュ新船橋店[17]」をオープン[18]。
  - 5月8日 - 千葉県市川市に「マックスバリュエクスプレス市川店」をオープン[19]。
  - 5月24日 - 同年5月18日で閉店した「つるかめランド幕張店（千葉県千葉市）」の運営をイオンエブリ株式会社から引き継ぎ、新装オープン（のちに改装がのこなわれ、現在は「マックスバリュエクスプレス幕張店」）。これにより「つるかめランド」の運営も手掛けるようになる。
  - 11月15日 - 千葉県千葉市稲毛区のイオンタウン稲毛長沼の核店舗として、「マックスバリュ稲毛長沼店」をオープン[20]。
- 2014年（平成26年）
  - 3月1日 - イオンエブリ株式会社から新たに「つるかめ」9店舗、「TSURUKAME」1店舗、「ふーどれっとつるかめ」1店舗の計11店舗を継承。
  - 3月3日 - イオンエブリ株式会社から同年2月26日で閉店した「つるかめランド武蔵村山店」を継承。
  - 5月19日 - 2015年3月を目途に親会社のイオン株式会社と総合商社の丸紅株式会社の共同出資によって設立される持株会社への株式移転により、株式会社マルエツおよび株式会社カスミとの経営統合を行うことを発表[21]。
  - 6月30日 - 本社を東京都江東区亀戸の亀戸センタープラザ2階に移転[22]。
- 2015年（平成27年）
  - 3月2日 - 株式移転により、親会社のイオン株式会社と総合商社の丸紅株式会社の共同出資により設立されたユナイテッド・スーパーマーケット・ホールディングス株式会社（以下、U.S.M.Holdings）の子会社となり、同じイオングループで食品スーパー事業を展開する株式会社カスミ・株式会社マルエツと経営統合[23]。
  - 11月19日 - 旧ジャスコ成田店跡地に開業したイオンタウン成田富里の核店舗として、マックスバリュ成田富里店をオープン[24]。
- 2016年（平成28年）
  - 8月31日 - 常陸太田店閉店により、茨城県から撤退。
  - 11月15日 - U.S.M.Holdingsのグループ会社内での商品券の利用拡大に伴い、当社運営の「マックスバリュ」・「マックスバリュエクスプレス（京王多摩センター店・東大和店・梅島店を除く）」において、マルエツ商品券・カスミ商品券の利用が可能となる（ただし、イオン商品券は従来通り、マルエツとカスミの店舗では利用不可である）[25]。
- 2020年（令和2年）
  - 3月1日 - ショッピングセンター内に入居する4店舗を除く全店舗でレジ袋の無料配布を中止[26]。
  - 10月16日 - 「マックスバリュおゆみ野店」を当社が新たに掲げた「買物体験型スーパーマーケット」の1号店としてリニューアルオープン[27]。
- 2022年（令和4年）8月20日 - 店舗建て替えの為同年1月に一度閉店した「マックスバリュエクスプレス幕張店」を「マックスバリュエクスプレス」初の「買物体験型スーパーマーケット」としてリニューアルオープン[28]。
- 2023年（令和5年）
  - 7月20日 - 株式会社昭栄美術が運営する「SHOEIベイスタジオ」内に当社初となる無人販売店舗を出店[29]。
  - 8月7日 - 千葉市からJR幕張駅北口駅前広場キッチンカー実証実験を業務受託している株式会社ケイズエムズが管理・運営する「ウォーカブル推進社会実験」に参画する形で移動スーパーを初出店。前述したマックスバリュエクスプレス幕張店を拠点に、同年11月30日までの期間限定で、木曜と日曜を除く週5日、2回に分けて営業される[30]。
- 2024年（令和6年）
  - 1月29日 - 移動スーパーの本格運行を開始。本格運行の開始にあたり、運行コースを2つに増やし、各コース週2日ずつの週4日運行となる[31]。
  - 4月25日 - U.S.M.Holdingsと株式会社ふくおかフィナンシャルグループの子会社で新たな形態の銀行（ネット銀行）である株式会社みんなの銀行とAPIとの連携による口座直結型決済サービスを開始[32]。

## 店舗ブランド
当社では、2020年10月16日にリニューアルオープンしたおゆみ野店から「買物体験型スーパーマーケット」を掲げており、特徴として、鮮魚売場での対面販売の実施や試食の提供といったコミュニケーションの強化、総菜の店内加工・調理と調理の様子を見える化したライブキッチンの導入（木更津請西店・エクスプレス幕張店は除く）、デジタルプラットフォーム（Scan&Go・オンラインデリバリー、エクスプレス幕張店はクイックコマース(即配サービス)の「Order&Eat(オーダーアンドイート)」も利用可能）の導入、新コンセプトのイートインコーナー「Cafe&Dine（カフェダイン）」の導入が挙げられる。その後、2021年7月24日に東習志野店、2022年3月2日に津田山店、同年6月24日に木更津請西店、同年8月20日にエクスプレス幕張店が順次改装に伴って「買物体験型スーパーマーケット」へ移行している。
マックスバリュ
イオングループが国内外で展開する食品を中心としたスーパーマーケット。当社は東京都・埼玉県・神奈川県・千葉県に15店舗を展開している。
店舗に掲示のロゴは千葉県の木更津請西店とおゆみ野店、埼玉県の萩店、神奈川県の津田山店は「MaxValu」ロゴで、それ以外の店舗はマイナーチェンジ後の「AEON MaxValu」ロゴとなる。また、津田山店は神奈川県内で唯一当社が運営する店舗となる（津田山店以外の店舗はマックスバリュ東海の運営）。
マックスバリュエクスプレス

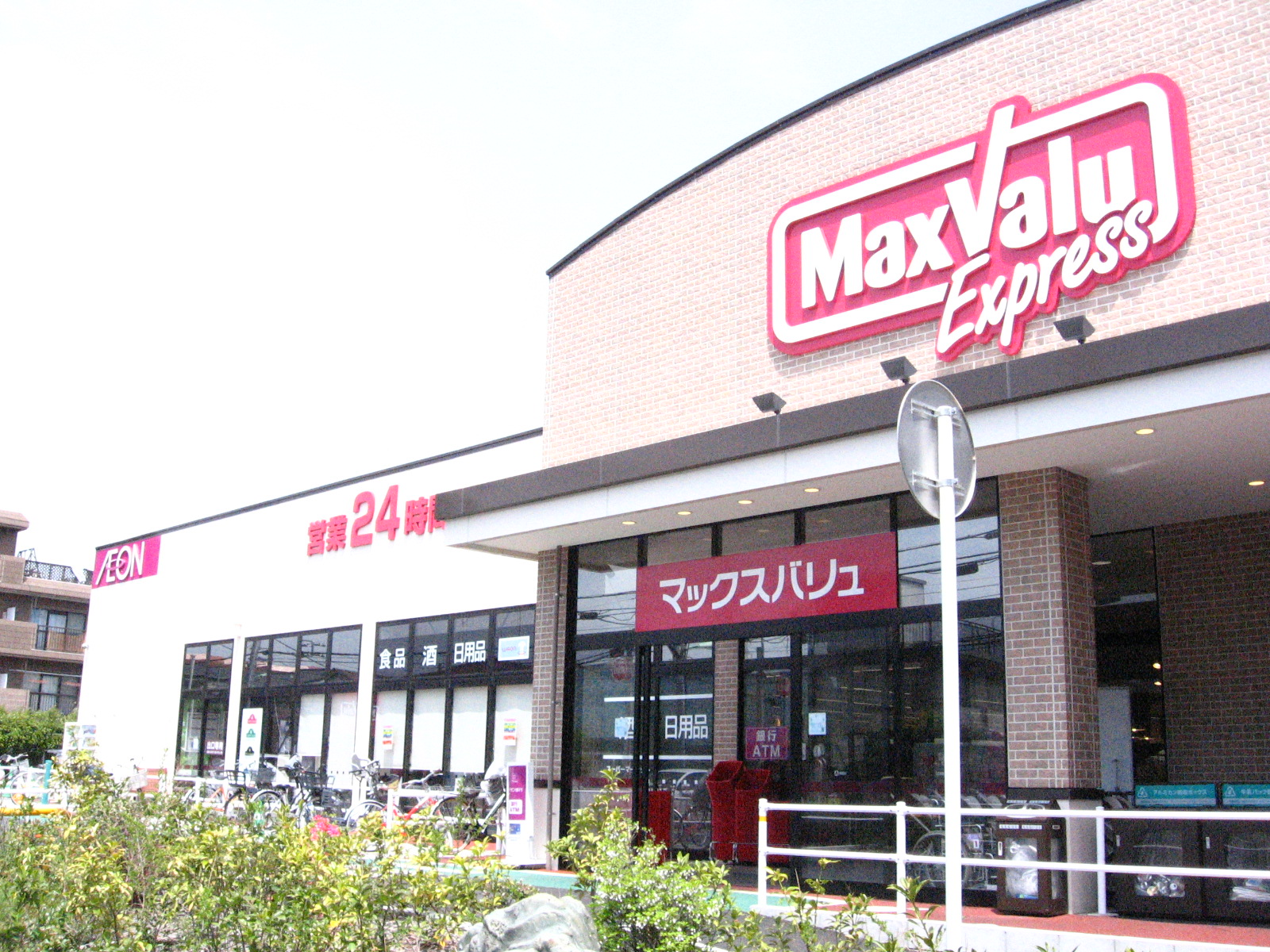
マックスバリュエクスプレス北烏山店

"シンプル&フレッシュ よいものを、手軽に"をコンセプトに展開する都市型小規模業態。元々はイオンリテールが新たに立ち上げた店舗ブランドで、吸収分割に伴って当社が運営を継承した。継承後は同業態を積極的に出店しており、2023年1月時点で「マックスバリュ」と同一の営業エリア内に25店舗を展開する。
2013年以降、イオンエブリ株式会社から「つるかめランド」・「つるかめ」・「TSURUKAME」の店舗を継承・譲受し、一部店舗では屋号を変更せずに運営していたが、順次「マックスバリュエクスプレス」に屋号変更した他、譲受時に屋号を変更してリニューアルオープンした店舗もある。2023年1月時点では、東京都の東大和店と梅島店の2店舗が該当し、東大和店は「東大和生鮮市場」内に、梅島店は「ショッピングタウンカリブフードレット食品宝島」内に出店する店舗となっている関係上、他の店舗と取扱品目が異なり、WAONや「お客様感謝デー」などのイオングループのサービスや特典の利用が不可となっており、当社Webサイトの店舗一覧にもその旨が記載されている。
店舗に掲示のロゴは東京都の東大和店と北烏山店、神奈川県の木月住吉店のみ「MaxValu」ロゴ、それ以外の店舗はマイナーチェンジ後の「AEON MaxValu」ロゴとなる。また、木月住吉店は神奈川県内で唯一当社が運営する店舗である（モアーズ川崎店(旧：ふーどれっとつるかめ川崎店)も当社が運営していたが、2015年6月28日に閉店）。木月住吉店以外の店舗を運営しているマックスバリュ東海も当社同様にイオンエブリ株式会社から店舗を継承しており、このうちの5店舗は再オープン時に改称、残りの4店舗は一旦「つるかめ」として営業後、「マックスバリュエクスプレス」に屋号変更している。
立ち上げ当初は当社のみの独自ブランドとなっていたが、その後、当社以外のマックスバリュ運営会社により、北海道・秋田県・山形県・愛知県・静岡県・大阪府・兵庫県・広島県・福岡県・佐賀県・熊本県・鹿児島県にも展開するようになる（以前は和歌山県にも展開されていたが、現在は閉店している）。

### かつての店舗ブランド
キッチンランド
2013年7月29日にイオンエブリから継承。同社から継承した他の店舗ブランドとは異なり、譲受当時の店舗ブランドのままで営業。また、「マックスバリュエクスプレス」の東大和店・梅島店同様、WAONや「お客様感謝デー」などのイオングループのサービスや特典の利用が不可となっていた。
埼玉県所沢市の新所沢パルコ店のみでの展開していたものの、新所沢パルコの閉店に伴って、2024年2月29日に閉店しブランド消滅となった。

## 過去に存在した店舗
- マックスバリュエクスプレス川口末広店（埼玉県川口市、2009年3月24日開店 - 2010年6月9日閉店）
イオンリテール（当時）が運営する初の「マックスバリュエクスプレス」業態の店舗として開店。開店当初はOTC医薬品の販売も行っていたが、短期間で終了している。閉店後、グループ会社のカスミが居抜き出店により、「FOOD OFF ストッカー川口末広店」として閉店から16日後の6月25日にオープンした。
- つるかめランド武蔵村山店（東京都武蔵村山市、開店時期不明 - 2014年5月25日閉店）
イオンエブリが運営していた同盟の店舗をマックスバリュ関東が2014年3月に継承。周辺には同じイオングループのイオンモールむさし村山が立地していた。閉店後、2014年8月にたいらやが居抜きで出店。
- TSURUKAME高崎モントレー店（群馬県高崎市、開店時期不明 - 2014年7月27日閉店[3]）
- つるかめテルミナ錦糸町店（東京都墨田区、開店時期不明 - 2015年1月23日閉店[37]
- マックスバリュエクスプレス飯能ペペ店（埼玉県飯能市、開店時期不明 - 2015年1月31日閉店[37]）
- つるかめ高崎店（群馬県高崎市、開店時期不明 - 2015年2月22日閉店）
- マックスバリュ堀町店（茨城県水戸市、1986年開店 - 2016年2月29日閉店）
ウエルマートとして開店した店舗で、2002年にマックスバリュに転換した。
跡地は解体されグループ会社のカスミが「フードスクエアカスミ水戸堀町店」として2018年6月8日にオープンした。その際、マックスバリュ時代にテナントとして入居していた「クリーニングサンパワー」が再オープンしている。
- マックスバリュエクスプレス亀戸店（東京都江東区、開店時期不明 - 2016年3月31日閉店）
旧つるかめランド亀戸店。サンストリート亀戸内のテナントで、閉店まで店舗看板は「つるかめランド」として存続していた（店内掲示にはマックスバリュの表記も見られた）。サンストリート亀戸の閉鎖に伴い閉店。
- マックスバリュ常陸太田店（茨城県常陸太田市、1998年開店 - 2016年8月31日閉店）
出入口以外の看板は旧マックスバリュー時代の看板を最後まで使用していた。当店閉店で茨城県および北関東からマックスバリュは消滅した。閉店後、グループ会社のカスミが居抜き出店により、「フードマーケットカスミ 常陸太田店」として10月21日にオープンした。
- マックスバリュエクスプレス京王多摩センター店（東京都多摩市、開店時期不明 - 2017年1月31日閉店）
旧TSURUKAME京王多摩センター店。京王多摩センターSC新鮮市場内のテナント。新鮮市場の全面改装に伴い閉店[38]。
- マックスバリュエクスプレス立川駅前店（東京都立川市、開店時期不明 - 2017年1月31日閉店）
旧つるかめランド立川店[39]。